# 마르틴 페트로프
마르틴 페트로프(Martin Petyov Petrov, 1979년 1월 15일, 불가리아 브라차 ~ )는 불가리아의 은퇴한 축구 선수이다.

## 경력
그는 보테프 브라차에서 성공적인 2경기를 치른 후, 이 경기에서의 활약을 통해 19살의 나이로, 스위스의 클럽 세르베트로 이적하게 된다. 1999년 6월, 불가리아 축구 국가대표팀에 발탁되어, 잉글랜드와의 유로 2000 예선 경기에 데뷔하였다. 그러나 첫 경기부터 옐로 카드를 받게 되면서, 8분 뒤에 교체 당하고 만다. 곧 그는 분데스리가로 이동해, 자신의 능력을 알아본 VfL 볼프스부르크로 이적하였고, 2005년 여름, 10 €이라는 액수에 아틀레티코 마드리드로 이적하였다.
페트로프는 불가리아의 키 플레이어로, UEFA 유로 2004에서 불가리아는 조별 예선에서 3전 전패라는 최악의 성적을 거둔다. 불가리아는 유로 2004 조별 예선 3경기 중 마지막 경기인 이탈리아와의 경기에서야 팀의 첫 골을 넣었고, 골을 넣은 이 경기마저 불가리아는 이탈리아에 1-2 역전패를 당하고 말았다.
페트로프는 2006년 9월 2일, 불가리아 대표팀에서 결정적인 역할을 한다. 루마니아 콘스탄차에서 벌어진 UEFA 유로 2008 예선 루마니아와의 원정 경기에서 루마니아에 0-2로 뒤지던 중, 2분 간격으로 2골을 넣어, 2-2 동점을 만들어 팀을 위기에서 구해냈다. 또 그는 슬로베니아 전 (3-0 승)과 네덜란드 전 (1-1 무)에도 득점하였다. 그는 2006년, 돋보이는 활약을 통해 불가리아 올해의 축구 선수상을 수상하였다.
2013년 1월, RCD 에스파뇰로 이적했으나 반시즌간 8경기만을 뛰었고, 이후 고국 불가리아의 CSKA 소피아로 돌아와 한 시즌을 뛴 후 은퇴하였다.